# Varanus doreanus
Varanus doreanus là một loài thằn lằn trong họ Varanidae. Loài này được Meyer mô tả khoa học đầu tiên năm 1874.